# Jan Ditgen
Jan Ditgen (* 27. April 1967 in Köln) ist ein deutscher Zauberkünstler, Komiker und Moderator.
Als Comedian wirkte er an 26 Episoden der Comedy Factory auf ProSieben mit. Ditgen war 2002 Deutscher Meister in der Sparten Comedy-Zauberei und Mentalmagie. Außerdem war er 2. Preisträger in der Sparte Erfindungen der FISM (Weltmeisterschaft der Zauberkünstler) im Jahre 2003 und erhielt im selben Jahr vom Magischen Zirkel von Deutschland den Titel Magier des Jahres. Seit 2002 tritt er auch unter dem Künstlernamen Dr. Jens Wegmann als Comedy-Redner auf.